# Институт геологии и геохронологии докембрия РАН
Институт геологии и геохронологии докембрия РАН (ИГГД РАН) — федеральное государственное бюджетное учреждение науки Институт геологии и геохронологии докембрия Российской академии наук.

## История
Был образован 16 июня 1967 года на базе лаборатории геологии докембрия Академии наук (ЛАГЕД АН), созданной постановлением Президиума АН СССР 12 июля 1950 года. Научное руководство лабораторией осуществлялось ведущими специалистами в области геологии, петрологии и радиохимии — академиком А. А. Полкановым, чл.-корр. Н. А. Елисеевым, чл.-корр. В. А. Николаевым, чл.-корр. С. В. Обручевым, проф. Э. К. Герлингом, проф. К. О. Кратцем, проф. Н. Г. Судовиковым.
Первым директором созданного института был назначен профессор, член-корреспондент АН СССР К. О. Кратц.
В настоящее время институт возглавляет член-корреспондент РАН, доктор геолого-минералогических наук А.Б. Кузнецов.

## Научные направления
Согласно постановлению Президиума РАН № 171 от 25 марта 2008 года основными направлениями научной деятельности ИГГД РАН являются:
- изучение природы, химической и изотопной эволюции первичного земного вещества, мантии и земной коры; разработка теории и методологии исследований взаимодействия геосфер на ранних стадиях развития Земли; выделение и изучение глобальных рубежей в эволюции литосферы и мантии в докембрии;
- изучение геологического строения докембрийских регионов и разработка геодинамических моделей формирования и преобразования земной коры; изотопное датирование геологических процессов, определение их длительности, совершенствование геохронологической шкалы докембрия;
- разработка новых подходов к определению изотопного возраста пород и минералов, изучение поведения изотопных систем фракционирования в природных процессах; магматическая и метаморфическая петрология;
- условия и механизмы проявления эндогенных процессов в ходе формирования и преобразования докембрийской литосферы; физико-химическое и термодинамическое моделирование процессов петрогенезиса; роль флюидных потоков и масштабы массопереноса в эволюции мантии и коры;
- изотопная хемостратиграфия и биостратиграфия осадочных последовательностей; процессы гипергенеза, литогенеза и биогенеза в докембрии; реконструкция геохимической и изотопной эволюции древней экзосферы и условий возникновения жизни на Земле;
- изучение рудообразующих процессов докембрия, разработка инновационных методов прогноза уникальных и стратегически важных месторождений докембрия.

## Структура
В состав института входят:
- Лаборатория геологии и геодинамики
- Лаборатория петрологии
- Лаборатория геохронологии и геохимии изотопов
- Лаборатория изотопной геологии
- Лаборатория изотопной хемостратиграфии и геохронологии осадочных пород
- Лаборатория литологии и хемостиратиграфии
- Лаборатория металлогении, рудогенеза и экогеологии
- Минералогическая группа